# بيرسيفال تورنبول
بيرسيفال تورنبول (25 أكتوبر 1862 - 12 مارس 1937) (بالإنجليزية: Percival Turnbull)‏ هو لاعب كريكت نيوزلندي.

## وصلات خارجية
- بيرسيفال تورنبول على موقع إي آس بي آن كريك إنفو (الإنجليزية)